# گورستان کونتسفو

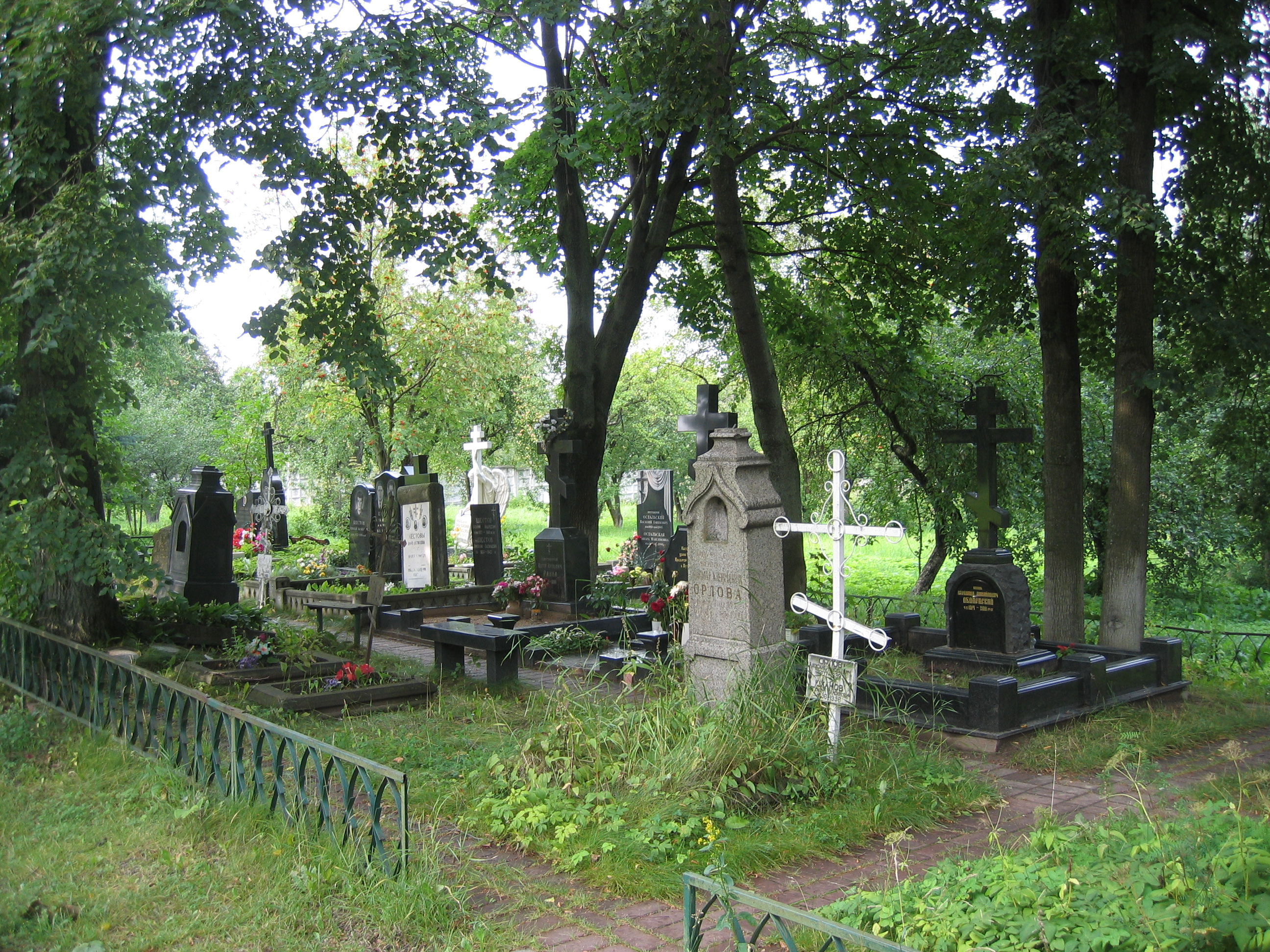

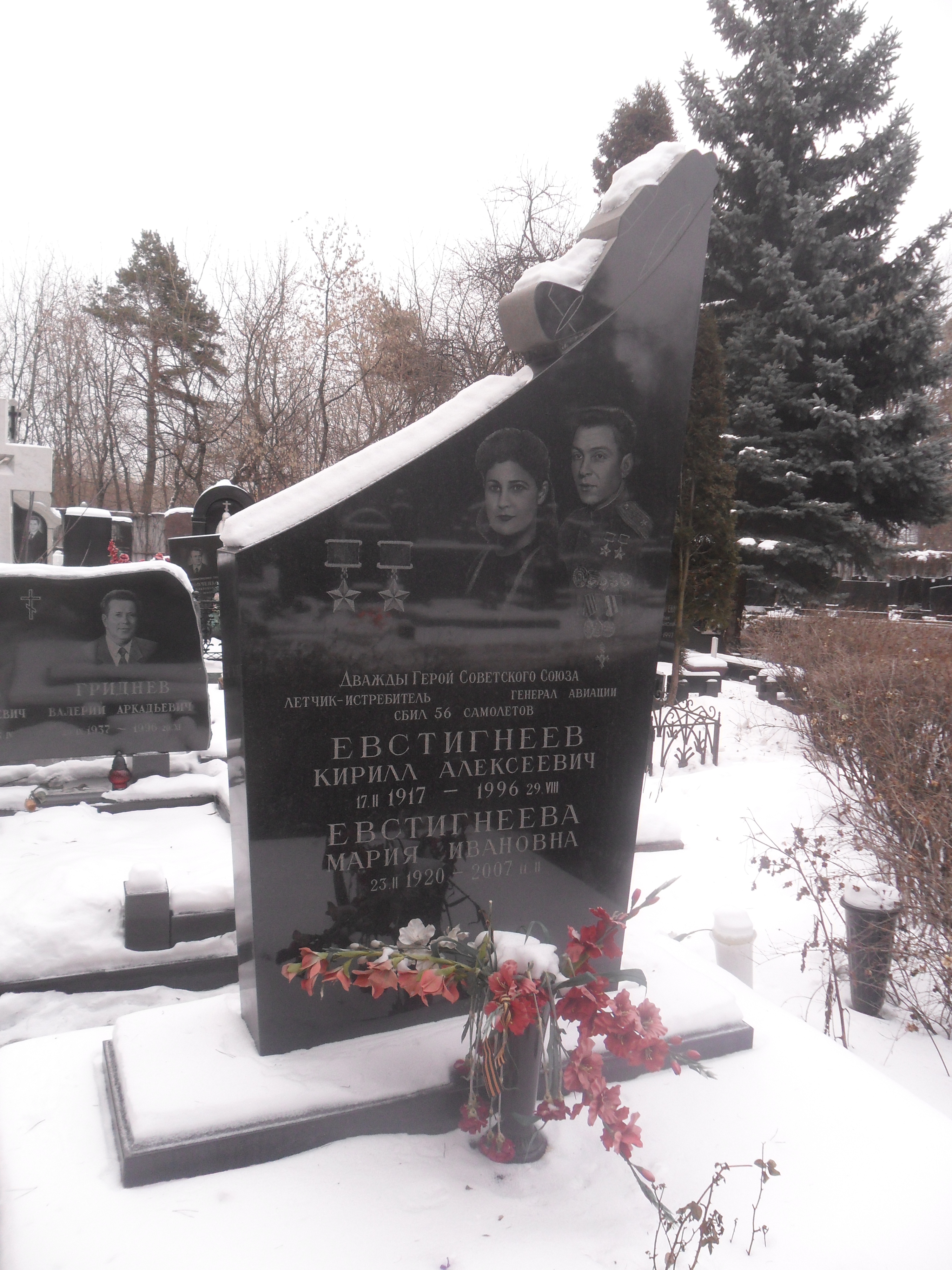

گورستان کونتسفو (انگلیسی: Kuntsevo Cemetery) گورستانی در شهر مسکو در کشور روسیه است. این گورستان بخشی از گورستان نووودویچی به حساب می‌آید.

## اشخاص مشهور
فهرست برخی افراد مشهوری که در این گورستان به خاک سپرده شده‌اند:
- رامون مرکادر - قاتل لئون تروتسکی
- لئونید گائدای
- گئورگی مالنکوف
- کیم فیلبی
- لاریسا شپیتکو
- تروفیم لیسنکو
- موریس کوهن
- لونا کوهن